# بوب موريس (سائق سباق)
بوب موريس (بالإنجليزية: Bob Morris)‏ هو سائق سباق أسترالي، ولد في 4 أكتوبر 1948 في سيدني في أستراليا.